# Samlerskan
Samlerskan (franska: La Collectionneuse) är en fransk dramafilm från 1967 i regi av Éric Rohmer, med Haydée Politoff, Patrick Bauchau och Daniel Pommereulle i huvudrollerna. Den handlar om konsthandlaren Adrien som tar semester på Rivieran tillsammans med en manlig vän och en amoralisk ung kvinna. Till en början stör han sig på kvinnans beteende men gradvis blir han attraherad av henne. Den är den tredje filmen i Rohmers filmsvit "Sex moraliska berättelser"

## Medverkande
- Patrick Bauchau som Adrien
- Haydée Politoff som Haydée
- Daniel Pommereulle som Daniel
- Alain Jouffroy som författaren
- Mijanou Bardot som Jenny
- Annick Morice som Aurélia
- Dennis Berry som Charlie
- Seymour Hertzberg som Sam
- Brian Belshaw som älskaren
- Donald Cammell som killen i Saint-Tropez
- Pierre-Richard Bré som en vän i bilen
- Patrice de Bailliencourt som en vän i bilen
- Alfred de Graaf som en vilsen turist

## Tillkomst
Enligt Éric Rohmer skrev han filmens berättelse "före 1950". Han behöll strukturen under manusarbetet men skrev helt om figurerna. Förlaga till Adrien, liksom till Rohmers maskulina figurer i flera andra filmer, var manusförfattaren Paul Gégauff. Filmen spelades in i Saint-Tropez i juni 1966. Rohmer hade egentligen velat göra Min natt med Maud, men var dels tvungen att vänta på att skådespelaren Jean-Louis Trintignant kunde medverka som tänkt, dels fast besluten att göra filmen i svartvitt, vilket sågs som kommersiellt omöjligt. Ett syfte med färgfilmen Samlerskan var därför att göra en kommersiellt gångbar film som kunde ge Rohmer förtroendet att göra Min natt med Maud på det sätt han ville.

## Mottagande
Samlerskan blev den tredje filmen i filmsviten "Sex moraliska berättelser". Den hade fransk premiär 2 mars 1967. Den tilldelades juryns specialpris vid filmfestivalen i Berlin 1967. Den blev Rohmers första kommersiella framgång, och hjälpe regissören att hitta finansiärer till Min natt med Maud, som blev hans nästa långfilm och hade premiär 1969.